# 湖南理工学院
湖南理工学院（英語: Hunan Institute of Science and Technology）は、中国湖南省岳陽市に本部を置く中国の公立大学。1901年創立、1999年大学設置。
2019年9月時点では、学校の面積は2,149畝、建築面積は65.62万平方メートル、生徒数約17,000人、教職員1,000人。

## 略歴
- 1901年（清光緒二十七年）、湖南理工学院の起源は、にアメリカ合衆国神父海維礼が設立した英語補習班。1902年（清光緒二十八年）、新校舍普済医院に移転し。1907年（清光緒三十三年）新堂湖浜黄沙灣に移転し。称を盤湖書院に変更。1910年（清宣統二年）、「湖浜大学」と改称。1952年、名称を湘潭専区師範学校に変更。1956年10月、「岳陽地区師範学校」と改称。1972年8月、「湖南師範学院（今湖南師範大学）岳陽分院」と改称。1978年12月、名称を岳陽師範高等専科学校に変更。[2]

- 1985年、岳陽大学開設。[2]

- 1986年4月、岳陽地区教師進修学院と岳陽市教師進修学院を併合し、新制の岳陽教育学院となる。[2]

- 1999年3月、岳陽大学·岳陽教育学院·岳陽師範高等専科学校が合併し「岳陽師範学院」設立。2003年2月、「湖南理工学院」と改称。[2]

## 基礎データ

### 所在地
- 岳陽市

### 校訓
- 「至善窮理」

### 校歌
- 「湖南理工学院校歌」。劉創作詞·孟勇作曲。

## 組織
「学院」も「系」も日本の大学の学部にほぼ相当する。「学部」は「学院」と「系」の上の編成で、実体はなく、日本の「学部」とは位置付けが異なっている。妙訳がないのでそのまま記す。
- 数学学院
- 計算機学院
- 物理·電子学院
- 機械工程学院
- 化学化工学院
- 土木建築工程学院
- 中国語言文学学院
- 政治·法学学院
- 新聞·傳播学院
- 信息·通信工程学院
- 音楽学院
- 体育学院
- 美術学院
- 経済·管理学院
- 外国語言文学学院
- 南湖学院

## 附属機関

### 附属図書館
湖南理工学院図書館、蔵書数は全館合計で約203.26万冊

## 大学の人物一覧

### 教授
- 学長：余三定
- 党委書記：彭時代

### 卒業生
- 呂浜：国家海洋局紀委書記
- 廖良輝：共青団湖南省委副書記
- 鍾鋼：長沙副市長、瀏陽市委書記
- 毛知兵：岳陽県委書記
- 喩文：華容県県長
- 孟玉萍：俳優
- 張宏亮：中国光大銀行広東分行行長

## 対外関係
- アメリカ合衆国
  - George Fox University（英語: George Fox University）
- ドイツ
  - Chemnitz University of Technology（英語: Chemnitz University of Technology）
- カナダ
  - Laval University（英語: Laval University）
- 日本
  - 兵庫教育大学
- 韓国
  - 建国大学校
  - 湖西大学校
- ロシア
  - サンクトペテルブルク美術大学